# MF 고스트
MF 고스트(일본어: MFゴースト, MF Ghost)는 시게노 슈이치가 쓰고 그린 일본 만화 시리즈이다. 이니셜 D의 후속작으로, 일본 거리 경주 장면에도 초점을 맞추고 있다. 이 시리즈는 2017년 9월부터 고단샤의 주간 영 매거진에 연재되었으며, 2024년 6월 기준 단행본 20권으로 챕터가 수집되었다. 펠릭스 필름이 각색한 애니메이션 TV 시리즈는 2023년 10월부터 12월까지 방영되었으며, 두 번째 시즌은 2024년 10월부터, 세 번째 시즌은 2026년부터 방영될 예정이다.

## 구성
이 시리즈는 자율주행 전기자동차가 내연기관 자동차를 대체한 202X를 배경으로 한다. 그러나 일본에는 내연기관차를 타고 스트리트 레이싱을 펼치는 다카하시 료스케(이니셜D 시리즈 출신)가 설립한 MFG라는 대규모 조직이 있다. 19세 일본계 영국인 청년 가명 카타기리 카나타(文桐夏向)와 경쟁을 벌이는 신인 카나타 리빙턴이 운전 현장에 등장했다. 도요타 86, 람보르기니 우라칸 LP 610-4, 페라리 488 GTB, 로터스 엑시지(Lotus Exige), 알파 로메오 4C, 포르쉐 911 카레라(Porsche 911 Carrera, 991) 등 유럽 최고 수준의 자동차를 제치고 있다. 카나타는 영국 로열 도닝턴 레이싱 스쿨(Royal Donington Racing School)에서 전설적인 다운힐 및 랠리 레이서 후지와라 타쿠미(이니셜 D 시리즈의 주인공)로부터 훈련을 받았으며 포뮬러 4 세계 챔피언이다. 그에게 동기는 단 하나, 오랫동안 잃어버린 아버지를 찾는 것이다.